# Степне (Житікаринський район)
Степне́ (каз. Степной) — село у складі Житікаринського району Костанайської області Казахстану. Адміністративний центр Степного сільського округу.
Населення — 499 осіб (2021; 1090 у 2009, 1027 у 1999, 1115 у 1989).